# レストラン (雑誌)
『レストラン』(Restaurant)は、もっぱらファインダイニングに特化した、シェフやレストラン経営者など、料理関係の専門職を対象とするイギリスの月刊雑誌。William Reed Business Media社が2002年から発行。

## 解説

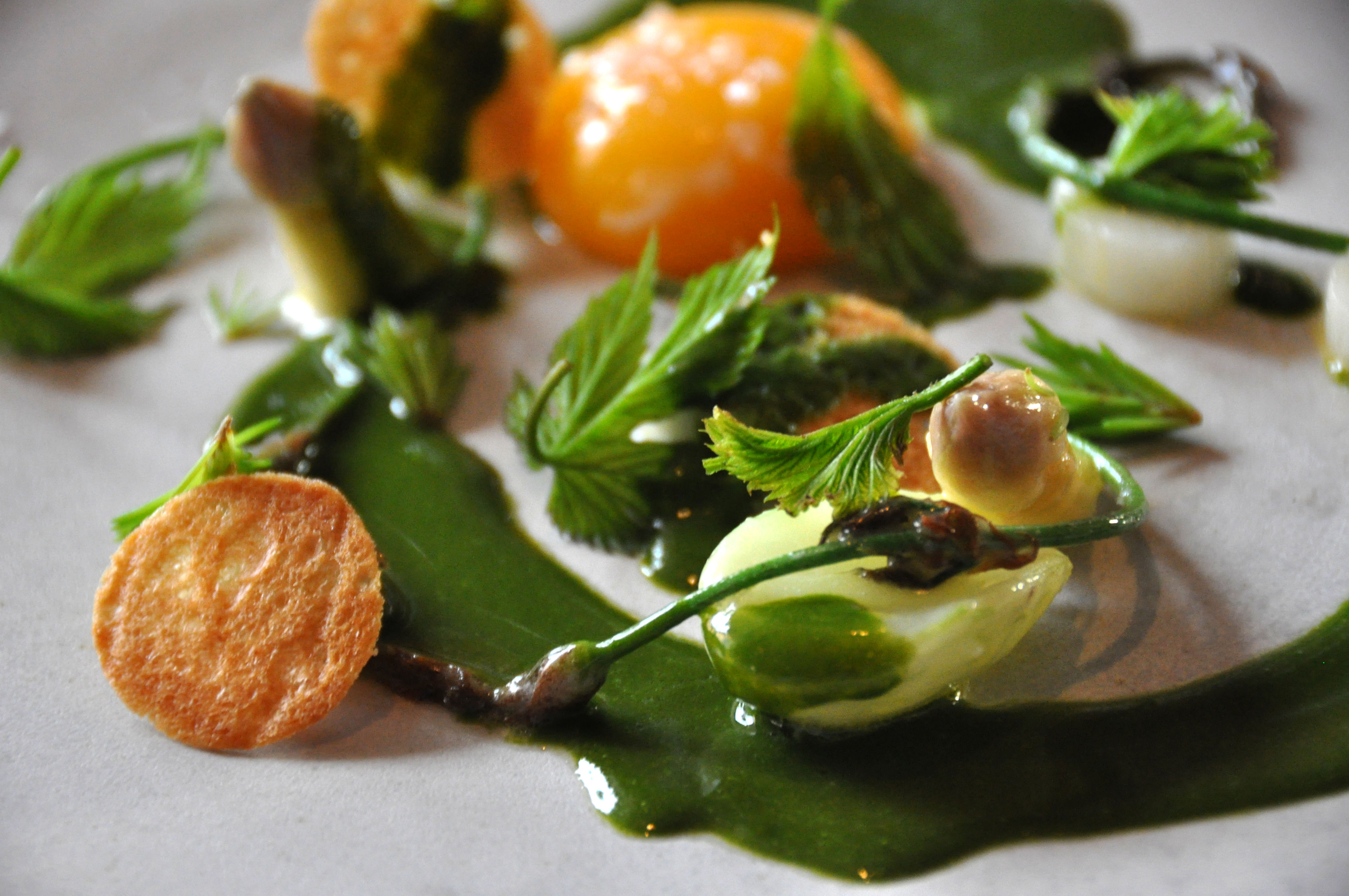
ノーマによる「ポーチドエッグの卵黄とクルマバソウのソースを添えたホワイトアスパラガス」

同誌は毎年、世界のレストラン・ベスト50を選ぶリスト「世界のベストレストラン50」を、600人の「シェフ、レストラン経営者、批評家、お楽しみの好きな食いしん坊」の投票で作成している。このリストは、新聞などマスコミでも紹介されるが、広く一般的に受け入れられているわけでもなく、絶対的な権威をもっているわけでもない。
スペインのロザスにありフェラン・アドリアがオーナーシェフを務めるエル・ブジは、2009年には4年連続通算5度目の第1位を獲得した。2010年にはデンマークのコペンハーゲンにありレネ・レゼピがシェフ長を務めるノーマが第1位となった。ノーマは2011年にも首位を守った。ノーマはミシュランガイドで2つ星のまま世界のベストレストラン第1位となっているが、ノーマ以外の世界のベストレストラン賞第1位はすべてミシュランガイドの3つ星レストランである。

## 「世界のベストレストラン50」

### 世界のベストレストラン賞
イタリアのサンペレグリノとアクアパンナがスポンサーとなっている。
| 年   | 1位                            | 2位                            | 3位                            |
| ---- | ------------------------------ | ------------------------------ | ------------------------------ |
| 2002 | エル・ブジ                     | ゴードン・ラムゼイ             | フレンチ・ランドリー           |
| 2003 | フレンチ・ランドリー           | エル・ブリ                     | ルイ・キャーンズ               |
| 2004 | フレンチ・ランドリー           | ファット・ダック               | エル・ブリ                     |
| 2005 | ファット・ダック               | エル・ブリ                     | フレンチ・ランドリー           |
| 2006 | エル・ブリ                     | ファット・ダック               | ピエール・ガニェール           |
| 2007 | エル・ブリ                     | ファット・ダック               | ピエール・ガニェール           |
| 2008 | エル・ブリ                     | ファット・ダック               | ピエール・ガニェール           |
| 2009 | エル・ブリ                     | ファット・ダック               | ノーマ                         |
| 2010 | ノーマ                         | エル・ブリ                     | ファット・ダック               |
| 2011 | ノーマ                         | アル・サリェー・ダ・カン・ロカ | ムガリッツ                     |
| 2012 | ノーマ                         | アル・サリェー・ダ・カン・ロカ | ムガリッツ                     |
| 2013 | アル・サリェー・ダ・カン・ロカ | ノーマ                         | オステリア・フランチェスカーナ |
| 2014 | ノーマ                         | アル・サリェー・ダ・カン・ロカ | オステリア・フランチェスカーナ |
| 2015 | アル・サリェー・ダ・カン・ロカ | オステリア・フランチェスカーナ | ノーマ                         |
| 2016 | オステリア・フランチェスカーナ | アル・サリェー・ダ・カン・ロカ | イレブン・マディソン・パーク   |
| 2017 | イレブン・マディソン・パーク   | オステリア・フランチェスカーナ | アル・サリェー・ダ・カン・ロカ |
| 2018 | オステリア・フランチェスカーナ | アル・サリェー・ダ・カン・ロカ | ミラズール                     |
| 2019 | ミラズール                     | ノーマ                         | アサドール・エチェバリ         |
| 2020 | コロナ禍のために選出なし       | コロナ禍のために選出なし       | コロナ禍のために選出なし       |
| 2021 | ノーマ                         | ゲラニウム                     | アサドール・エチェバリ         |

### シェフズ・チョイス賞
スペインのエストレージャ・ダムがスポンサーとなっている。
- 2004  テツヤズ
- 2005  エル・ブリ
- 2006  ピエール・ガニェール
- 2007  ファット・ダック
- 2008  ムガリッツ
- 2009  ノーマ
- 2010  ファット・ダック
- 2011  オステリア・フランチェスカーナ
- 2012  ムガリッツ
- 2013  アリニア（英語版）
- 2014  D.O.M.（英語版）
- 2015  イレブン・マディソン・パーク（英語版）
- 2016  アル・サリェー・ダ・カン・ロカ
- 2017  Central Restaurante（英語版）
- 2018  Stone Barns Center for Food & Agriculture（英語版）
- 2019  アルページュ